# Baureihe 145.1
De Baureihe 145, tot 1968 bekend als E44.11, is een elektrische locomotief bestemd voor het personenvervoer en voor het goederenvervoer van de Deutsche Reichsbahn Gesellschaft (DRG).

## Geschiedenis
De locomotieven van de serie E44 werden in de jaren 30 ontwikkeld en gebouwd door meerdere fabrikanten. Het ging hierbij om de bovenbouw gebouwd door Siemens-Schuckertwerke (SSW) werk Berlijn, Erlangen en Nürnberg sinds 1966 onderdeel van Siemens.
Uit Baureihe 144 werden 16 locomotieven uitgerust met een elektrische recuperatierem, en als Baureihe 145 (E44.11) in gebruik genomen.

## Constructie en techniek
De locomotief heeft een stalen frame. Op de draaistellen wordt elke as door een elektrische motor aangedreven.

## Nummers
De 16 locomotieven werden door de Deutsche Reichsbahn Gesellschaft als volgt genummerd:
- E44 1152, na 1968 vernummerd in 145 152
- E44 1154, na 1968 vernummerd in 145 154
- E44 1155, na 1968 vernummerd in 145 155
- E44 1158: na 1968 vernummerd in 145 158
- E44 1161, na 1968 vernummerd in 145 161
- E44 1162, na 1968 vernummerd in 145 162
- E44 1167, na 1968 vernummerd in 145 167
- E44 1168, na 1968 vernummerd in 145 168
- E44 1169, na 1968 vernummerd in 145 169
- E44 1170, na 1968 vernummerd in 145 170
- E44 1172, na 1968 vernummerd in 145 172
- E44 1174, na 1968 vernummerd in 145 174
- E44 1176, na 1968 vernummerd in 145 176
- E44 1177: na 1968 vernummerd in 145 177
- E44 1180, na 1968 vernummerd in 145 180
- E44 1181, na 1968 vernummerd in 145 181

## Treindiensten
De locomotieven werden door de Deutsche Bundesbahn ingezet in het goederenvervoer en in het personenvervoer op onder meer het volgende traject in Duitsland:
- Höllentalbahn